# Adam Campbell
Adam Campbell (Bath, 7 novembre 1980) è un attore britannico.
È conosciuto per i suoi ruoli nelle commedie americane Hot Movie ed Epic Movie.

## Biografia
Nato a Bath, Inghilterra, da Jean e Peter Jones, frequenta la Beechen Cliff School, dove fa parte del club di recitazione. Dopo aver conseguito la laurea in recitazione dall'Università di Exeter, dove divide la stanza con il futuro vincitore di Pop Idol Will Young, si forma alla Royal Academy of Dramatic Art dal 2000 al 2004. Dopo la laurea, si trasferisce negli Stati Uniti alla ricerca di ruoli da attore.
Dopo aver debuttato nella serie TV Commando Nanny, successivamente Campbell recita nel ruolo di Grant Fottilafiglia nel film parodia Hot Movie (2006), con Alyson Hannigan. In seguito recita in un altro film parodia statunitense, Epic Movie, nel ruolo di Peter.
Campbell partecipa inoltre al video della canzone Love Song di Sara Bareilles, nel ruolo del proprietario del negozio del video.
Nel 2007 sposa l'attrice Jayma Mays, conosciuta sul set di Epic Movie. Il 21 agosto 2016 nasce il loro primo figlio, Jude Jones.
Ha inoltre partecipato alla serie televisiva Harper's Island. È apparso anche nella serie NCIS - Unità anticrimine, in cui ha interpretato il ruolo del dottor Donald Mallard da giovane.

## Filmografia parziale

### Cinema
- Commando Nanny (2004)
- Hot Movie - Un film con il lubrificante (Date Movie), regia di Aaron Seltzer (2006)
- Epic Movie, regia di Jason Friedberg e Aaron Seltzer (2007)
- The Five-Year Engagement, regia di Nicholas Stoller (2012)
- 10050 Cielo Drive (Wolves at the Door), regia di John R. Leonetti (2016)

### Televisione
- Harper's Island – serie TV, 11 episodi (2009)
- Mixology – serie TV, 13 episodi (2014)
- NCIS - Unità anticrimine (NCIS) – serie TV, 4 episodi (2014-2021)
- Unbreakable Kimmy Schmidt – serie TV, 4 episodi (2015-2019)
- Great News – serie TV, 23 episodi (2017-2018)

## Doppiatori italiani
- Marco Vivio in Epic Movie, Harper's Island
- Stefano Crescentini in Hot Movie - Un film con il lubrificante
- Roberto Certomà in Unbreakable Kimmy Schmidt
- Francesco Pezzulli in Great News